# كولن إروين
كولن إروين (بالإنجليزية: Colin Irwin)‏ (9 فبراير 1957 بليفربول في المملكة المتحدة - ) هو لاعب كرة قدم بريطاني في مركز قلب الدفاع. لعب مع سوانزي سيتي ونادي ليفربول.

## وصلات خارجية
- كولن إروين على موقع الاتحاد الأوربي (الإنجليزية)
- كولن إروين على موقع قاعدة بيانات كرة القدم.إي يو (الإنجليزية)
- كولن إروين على موقع عالم كرة القدم.نت (الإنجليزية)